# 康奈尔镇
康奈尔镇（英語：Connell Town）是加勒比海岛国巴巴多斯北海岸上的一座城镇，行政上由圣露西区管辖，位于布赖特霍尔和动物花洞穴之间的道路上，靠近里特里特。